# Spinhenge@Home
Spinhenge@home es un proyecto de computación distribuida que corre en la plataforma informática Berkeley Open Infrastructure for Network Computing (BOINC), que realiza simulaciones numéricas extensivas sobre las características físicas de las moléculas magnéticas. Es un proyecto del Bielefeld University of Applied Sciences, Departamento de Ingeniería eléctrica y Ciencias de la computación, en cooperación con la Universidad de Osnabrück y el Laboratorio Ames
El proyecto empezó su fase de desarrollo beta el 1 de septiembre de 2006. El proyecto ocupa el algoritmo de Montecarlo Metrópolis para calcular y simular la dinámica del espín en imanes monomoleculares en nanoescala.